# Орхан Кемал
Мехмет Рашид Огютчю (на турски: Mehmet Raşit Öğütçü) е турски драматург и писател. Пише под псевдонима Орхан Кемал (на турски: Orhan Kemal).

## Биография и творчество
Орхан Кемал е роден на 15 септември 1914 г. в Адана, Турция. Баща му Абдулкадир Кемали е адвокат и депутат от Кастамону по време на първия мандат на парламента на Република Турция. По време на Първата световна война семейството се мести в Коня, а през 1923 г. във връзка с мандата му семейството се премества в Анкара. През 1930 г. по политически причини семейството се мести в Сирия, а през 1931 г. в Бейрут. През 1932 г. се връща при баба си в Адана. С незавършено средно образование работи като като общ работник, тъкач и чиновник в текстилни фабрики. Сблъскването му с тежкия физически труд повлиява сериозно на възгледите и творчеството му. През 1937 г. се жени за съпругата си Нурие.
По време на военната си служба, през 1938 г. е арестуван за четене на Максим Горки и Назъм Хикмет, и е осъден на 5 години затвор заради „пропаганда на чужди режими“и политическите му възгледи. Изпратен е в затвора Кайзери, а през 1939 г. в затвора в Бурса. В затвора се среща и става приятел с Назъм Хикмет, който му преподава уроци по френски, философия и политика, и го насърчава да пише. Животът си в затвора и дружбата с писателя Хикмет описва в мемоарите си от 1965 г. Първият му разказ „Bacaksız Orhan“ е публикуван през 1940 г. под псевдонима Рашид Кемал. От 1942 г. започва да използва псевдонима Орхан Кемал.
През 1943 г. е освободен и се завръща в Адана. Работи като общ работник, разносвач на зеленчуци и чиновник във фондация за борба с туберкулозата, като едновременно с това продължава да пише. Първият му сборник с разкази „Duygu“ (Емоции) е публикуван през 1948 г. През 1949 г. е издаден първият му роман „Baba Evi“ (Бащина къща).
През 1949 г. умира баща му и детето му и той се премества със семейството си в Истанбул, където се концентрира върху писателската си кариера. В следващите години са издадени романите му „Avare Yıllar“, „Муртаза“ и „На благодатната земя“, които го утвърждават като писател. В ранните си творби описва имигрантските квартали на Адана, социалната структура, отношенията на работники и работодател и ежедневните борби на малките хора от индустриализираната част на Турция, като акцентира върху оптимистичната гледна точка на своите герои.
През 1958 г. за разказа си „Kardeş Payı“ получава литературната награда „Саит Фаик“, а през 1969 г. литературната награда на Турция за разказа „Önce Ekmek“.
Пише също така сценарии и пиеси, някои от които попадат по ударите на цензурата.
През 1966 г. е арестуван за комунистическа пропаганда, но е освободен месец по-късно.
Произведенията на писателя многократно са екранизирани във филми и сериали.
Орхан Кемал умира от инсулт на 2 юни 1970 г. при посещение в София, където се лекува. Погребан е в Истанбул в грабище „Зинджирликую“. В негова чест е създаден музей в Истанбул и на негово име през 1971 г. е учредена литературна награда. През 2015 г. на негово име е кръстен културният център в Адана.

## Произведения

### Самостоятелни романи и повести
- Baba Evi (1949)
- Avare Yıllar (1950)
- Murtaza (1952)
Муртаза, изд.: Народна култура, София (1962), прев. Донка Меламед
Муртаза, изд.: Делакорт, София (2015), прев. Цветанка Пешева
- Cemile (1952)
- Bereketli Topraklar Üzerinde (1954)
На благодатната земя, изд.: Хр. Г. Данов, Пловдив (1966), прев. Донка Меламед
- Devlet Kuşu (1958)
- Dünya Evi (1958)
- Gavurun Kızı (1959)
- Küçücük(1960)
- El Kızı (1960)
- Eskici ve Oğulları (1962-1970)
Кърпачът и неговите синове, изд.: Народна култура София (1969), прев. Жан Ковачев и др.
Кърпачът и неговите синове, изд.: Делакорт София (2013), прев. Жан Ковачев и др.
- Gurbet Kuşları (1962)
- Kanlı Topraklar (1963)
- Bir Filiz Vardı (1965)
- Müfettişler Müfettişi (1966)
- Yalancı Dünya (1966)
Лъжовен свят, изд.: Народна култура, София (1984), прев. Йорданка Бибина
Лъжовен свят, изд.: Делакорт, София (2013), прев. Йорданка Бибина
- Evlerden Biri (1966)
- Arkadaş Islıkları (1968)
- Üç Kağıtçı (1969)
- Kötü Yol (1969)
Лош път, изд.: ИК „Хермес“, София (2014), прев. Мария Калицин
- Tersine Dünya (1986-ö.s)
- Dünya Dönüyor (1953)
- Neden Böyle (1956)
- Uçurum (2014) – посмъртно

### Серия „Възмездието“ (Intikam)
1. Suçlu (1957)
Престъпник, изд.: ИК „Хермес“, София (2013), прев. Орлин Събев
2. Sokakların Çocuğu (1963)
Скитник, изд.: ИК „Хермес“, София (2013), прев. Орлин Събев
3. Sokaklardan Bir Kız (1968)
Момичето от улицата, изд.: ИК „Хермес“, София (2014), прев. Орлин Събев

### Серия „Господарката на чифлика“ (Hanimin çiftliği)
1. Vukuat Var (1958)
Произшествието, изд.: ИК „Хермес“, София (2011), прев. Орлин Събев
2. Hanımın Çiftliği (1961)
Господарката, изд.: ИК „Хермес“, София (2011), прев. Орлин Събев
3. Kaçak (1970)
Беглецът, изд.: ИК „Хермес“, София (2011), прев. Орлин Събев

### Пиеси
- İspinozlar (1965)
- 72. Koğuş (1967)
- Murtaza (1969)
- Eskici Dükkânı (1972)
- Kardeş Payı (1968)

### Разкази
- Duygu (1948)
- Menevşe (1948)
- Ekmek Kavgası (1949)
- Pezevenkler (1950)
- Sarhoşlar (1951)
- Çamaşırcının Kızı (1952)
- 72. Koğuş (1954)
- Grev (1954)
- Arka Sokak (1956)
- Kardeş Payı (1957)
- Babil Kulesi (1957)
- Dünya'da Harp Vardı (1963)
- Mahalle Kavgası (1963)
- İşsiz (1966)
- Önce Ekmek (1968)
- Küçükler ve Büyükler (1971) – посмъртно

### Документалистика
- Nazım Hikmet’le Üç buçuk Yıl (1965)

### Екранизации
- 1953 Alti olu var/Ipsala cinayeti – история
- 1956 Gecekondu yosmasi – сценарий
- 1957 Anasi gibi – сценарий
- 1958 Meyhanecinin kizi: Mapusane çesmesi – история
- 1959 Sevdaya kosanlar – история
- 1960 Suçlu
- 1961 Can Mustafa – по романа „El Kizi“
- 1961 Avare Mustafa – по романа „Devlet Kusu“
- 1961 Aci zeytin
- 1962 Magrur kadin – история
- 1962 Aska kinim var
- 1962 Üç tekerlekli bisiklet
- 1964 Hayat kavgasi – по пиесата „Borusunu Öttüren“
- 1964 Gurbet Kuslari
- 1965 Murtaza
- 1966 Bu sehrin belalisi
- 1966 El kizi
- 1967 Yaprak dökümü
- 1972 Vukuat var
- 1974 Sokaklardan bir kiz
- 1980 Devlet Kusu
- 1980 Bereketli Topraklar Üzerinde
- 1987 72. kogus
- 1990 Hanimin Çiftligi – ТВ минисериал, 3 епизода, с Фикрет Хакан, Ерол Тас
- 1990 Eskici ve ogullari
- 2009 Hanimin çiftligi – ТВ сериал
- 2011 72. Koğuş – с Хюлия Авшар и Явуз Биньол
- 2012 Kötü Yol – ТВ сериал, с Кансел Елчин, Шукран Овали, Илкер Аксум
- 2012 Evlerden Biri – ТВ сериал, с Джейда Атеш